# Qatar Stars League 2022-2023
La Qatar Stars League 2022-2023 è la 50ª edizione del massimo livello del campionato qatariota di calcio, vinta per l'8ª volta nella sua storia dall'Al-Duhail.

## Squadre partecipanti
| Qatar Stars League 2022-2023 | Qatar Stars League 2022-2023 | Qatar Stars League 2022-2023 | Qatar Stars League 2022-2023 |
| Squadra                      | Città                        | Stadio                       | Anno fondazione              |
| ---------------------------- | ---------------------------- | ---------------------------- | ---------------------------- |
| Al-Ahli                      | Doha                         | Stadio Hamad bin Khalifa     | 1950                         |
| Al-Arabi                     | Doha                         | Stadio Grand Hamad           | 1952                         |
| Al-Duhail                    | Doha                         | Stadio Abdullah bin Khalifa  | 2009                         |
| Al-Gharafa SC                | Doha                         | Stadio Thani bin Jassim      | 1979                         |
| Al-Markhiya SC               | Doha                         | Stadio Al-Markhiya           | 1995                         |
| Al-Rayyan SC                 | Al Rayyan                    | Ahmed bin Ali Stadium        | 1967                         |
| Al Sadd SC                   | Doha                         | Stadio Jassim Bin Hamad      | 1969                         |
| Al Sailiya                   | Doha                         | Stadio Ahmed bin Ali         | 1995                         |
| Al-Shamal                    | Madinat ash Shamal           | Stadio Al-Khor               | 1996                         |
| Al-Wakrah SC                 | Al Wakrah                    | Stadio Saud bin Abdulrahman  | 1959                         |
| Qatar SC                     | Doha                         | Stadio Suheim bin Hamad      | 1959                         |
| Umm Salal SC                 | Umm Salal                    | Stadio Thani bin Jassim      | 1979                         |

## Allenatori
| Squadra      | Allenatore        |
| ------------ | ----------------- |
| Al-Ahli      | Nebojsa Jovović   |
| Al-Arabi     | Younes Ali        |
| Al-Duhail    | Hernan Crespo     |
| Al-Gharafa   | Pedro Martins     |
| Al-Markhiya  | Abdullah Mubarak  |
| Al-Rayyan    | Nicolás Córdova   |
| Al-Sadd      | Juan Manuel Lillo |
| Al-Sailiya   | Sami Trabelsi     |
| Al-Shamal    | Hicham Jadrane    |
| Al-Wakrah    | Tintín Márquez    |
| Qatar SC     | Youssef Safri     |
| Umm Salal SC | Wesam Rizik       |

## Classifica finale
|                  | Pos. | Squadra      | Pt | G  | V  | N | P  | GF | GS | DR  |
| ---------------- | ---- | ------------ | -- | -- | -- | - | -- | -- | -- | --- |
| Qatar (bandiera) | 1.   | Al-Duhail    | 51 | 22 | 16 | 3 | 3  | 50 | 26 | +24 |
|                  | 2.   | Al-Arabi     | 49 | 22 | 16 | 1 | 5  | 43 | 23 | +20 |
|                  | 3.   | Al-Sadd      | 44 | 22 | 14 | 2 | 6  | 46 | 26 | +20 |
|                  | 4.   | Al-Wakrah    | 39 | 22 | 11 | 6 | 5  | 44 | 24 | +20 |
|                  | 5.   | Qatar SC     | 36 | 22 | 11 | 3 | 8  | 28 | 30 | -2  |
|                  | 6.   | Al-Gharafa   | 32 | 22 | 9  | 5 | 8  | 32 | 28 | +4  |
|                  | 7.   | Al-Markhiya  | 24 | 22 | 7  | 3 | 12 | 30 | 37 | -7  |
|                  | 8.   | Al-Ahli Doha | 24 | 22 | 6  | 6 | 10 | 32 | 45 | -13 |
|                  | 9.   | Al-Rayyan    | 20 | 22 | 5  | 5 | 12 | 29 | 33 | -4  |
|                  | 10.  | Umm-Salal    | 18 | 22 | 3  | 9 | 10 | 18 | 34 | -16 |
|                  | 11.  | Al-Shamal    | 18 | 22 | 5  | 3 | 14 | 22 | 41 | -19 |
|                  | 12.  | Al-Sailiya   | 16 | 22 | 4  | 4 | 14 | 28 | 45 | -17 |

Legenda:

      Campione del Qatar e ammessa alla AFC Champions League 2023

      Ammesse alle qualificazioni della AFC Champions League 2023

 Ammessa allo spareggio promozione-retrocessione.

      Retrocessa in Qatar Second Division 2022-2023
Tre punti a vittoria, uno a pareggio, zero a sconfitta.
La classifica viene stilata secondo i seguenti criteri:
- Punti conquistati
- Playoff (per titolo, partecipazione alle coppe e retrocessione)
- Differenza reti generale
- Reti totali realizzate

## Spareggio promozione/retrocessione
Allo spareggio promozione/retrocessione vengono ammesse a penultima classificata della Qatar Stars League (Al-Shamal) e la seconda classificata della Seconda Divisione (Al-Khor).
|           | Risultati |         | Luogo e data         |
| --------- | --------- | ------- | -------------------- |
| Al-Shamal | 2-1       | Al-Khor | Doha, 14 maggio 2023 |